# إليزابيث إيساكسون
إليزابيث إيساكسون (بالإنجليزية: Elisabeth Isaksson)‏ هي عالمة جيولوجية سويدية بحثت في تاريخ المناخ القطبي على اللباب الجليدية. كما درست تلوث الجليد في جزيرة سفالبارد النرويجية وشاركت في مشاريع أوروبية حائزة على جوائز حول تغير المناخ في القارة القطبية الجنوبية.

## تعليمها
تخرجت إيزاكسون من مجال علوم الأرض في جامعة أوميو عام 1986. حصلت على اللييسانس من جامعة ستكهولم و الماجستير من جامعة مين في عام 1991 بأطروحتها عن سجلات المناخ في دروننغ مود لاند، أنتاركتيكا. حصلت على درجة الدكتوراه. من جامعة ستكهولم في عام 1994.

## عملها
كانت إيساكسون مساعِدة أبحاث في مشاريع أنتاركتيكا في جامعة ستوكهولم (1988-1995)، قبل أن تصبح عالمة جليدية في المعهد القطبي النرويجي في فبراير 1995، وهو منصب تحتفظ به اليوم كرئيس قسم الجيولوجيا والجيوفيزياء. منذ عام 2001، عملت في سجلات الجليدعلى سفالبارد، وساهمت في عدد من الأبحاث حول تغير المناخ على مدار 800 عام الماضية.
بفضل التغييرات في المواقف تجاه قبول النساء في هذا المجال منذ التسعينيات، تمكنت إيساكسون من العمل كعالمة في مجال علم طبقات المياه لأكثر من 25 عامًا. أثناء عملها على شهادة الدكتوراه الخاصة بها. في المعهد القطبي النرويجي، ساهمت في البحث عن التغيرات المناخية في الهولوسين في أنتاركتيكا عن الجليد والرواسب البحرية الأساسية والتداعيات النووية على الأراضي النرويجية والعمل التعاوني مع الولايات المتحدة بشأن تقلبية المناخ في شرق أنتاركتيكا.

## حياتها الشخصية
في عام 1990، تزوجت إيساكسون من العالم الجليدي الأمريكي جاك كوهلر من فيلادلفيا والذي يعمل أيضًا في المعهد القطبي النرويجي. لديهم طفلان. يقع منزلهم في ترومسو في أقصى شمال النرويج.

## وصلات خارجية
- Elisabeth Isaksson on ريسيرش غيت
- Elisabeth Isaksson on لينكد إن